# 九州地区大学野球連盟
九州地区大学野球連盟（きゅうしゅうちくだいがくやきゅうれんめい）とは九州地域（福岡県・佐賀県・長崎県・大分県）に所在する大学を対象にした大学野球リーグである。全日本大学野球連盟の傘下団体。

## 略歴
母体は第二次世界大戦終了後の学制改革に伴う新制大学誕生に端を発した、全国新制大学野球連盟の九州地区であるが、1952年、旧制大学から続いている全国大学野球連盟との合併により誕生した全日本大学野球連盟の設立に伴い、九州地区全体の統轄組織をする目的で設立された。従って、設立当初から全日本大学野球選手権大会への九州地区代表を決定するための事務手続き上の集まりという性格が色濃く（但し、新制大学野球連盟から移行した他の各地区大学野球連盟もほぼ同様）、事務局も手続き上の名目的なものしか設置されなかった。
そのため長い間、現在全国にある他の大学野球連盟ほど連盟機能を有していなかった。実際に2000年まで、もともと九州地区大学野球連盟に所属していた一部のチームが組織し独立した福岡六大学野球連盟所属校の事務局が平行して事務代行を行なっていた情況であった。専任事務局が設立され事務局が所属校内に移ったのは2001年からである。当初は九州東海大学（現：東海大学九州キャンパス）内に事務局があったが、2007年からは日本文理大学にそれを移転させている。

## 沿革
- 1947年 全国新制大学野球連盟の九州地区を設置。
- 1951年 「九州地区大学体育大会硬式野球の部」が始まる（1961年まで開催）。
- 1952年 全日本大学野球連盟の誕生に伴い、九州地区大学野球連盟を創設（全国新制大学野球連盟の九州地区から移行）。
- 1957年 連盟内の一部のチームが九州六大学野球連盟を結成。
- 1962年 九州地区大学野球選手権大会が始まる（同年から1969年までは年1回の開催（第1回から第8回）。1970年の第9回から1976年の第15回は春季大会。 1962年から2010年春季大会までは加盟全大学が出場するトーナメントで実施）。
- 1965年 全日本大学野球選手権大会の出場枠において九州六大学野球連盟が独立。
- 1970年 秋季大会が始まる（同年から1975年までの秋季大会は九州地区大学野球選手権大会の大会回数に含まれない）。
- 1971年 秋季に連盟内の一部のチームが福岡六大学野球連盟を結成しリーグ戦が独立。
- 1972年 全日本大学野球選手権大会の代表権に関して、九州地区大学野球連盟と福岡六大学野球連盟の間で代表決定戦を行う（1990年まで）。
- 1976年 九州地区大学野球選手権大会の秋季大会が始まる（この時は第16回大会）。
- 1991年 全日本大学野球選手権大会の出場枠において福岡六大学野球連盟が分離。
- 1992年 第一経済大学（現：日本経済大学）が福岡六大学野球連盟へ移籍し、九州歯科大学が福岡六大学野球連盟から当連盟に移籍[1]。
- 1994年 九州六大学・福岡六大学・九州地区大学の3連盟で、明治神宮野球大会の出場権をかけた九州大学野球選手権大会が始まる。
- 2001年 福岡六大学連盟が兼務していた当連盟の事務局を福岡工業大学内から九州東海大学内に移動し独立。
- 2001年 第50回全日本大学野球選手権記念大会の特別枠として、この年に限り、九州地区大学野球連盟代表の他に沖縄県単独の代表が出場（沖縄県大学野球リーグ戦の優勝大学が出場）。
- 2003年 第52回全日本大学野球選手権大会で日本文理大学が当連盟初の優勝。
- 2009年 近畿大学産業理工学部が加盟。
- 2010年 第84回九州地区大学野球選手権大会（秋季）から大会の仕組みを刷新。以前の全加盟大学が出場するトーナメントから、福岡・長崎地区、大分地区、熊本地区、宮崎地区、鹿児島地区、沖縄地区に分け、まずは地区予選を行い、各地区予選の上位2大学の合計12大学が決勝大会に出場する方式となる（大会方式等の詳細は後述）。
- 2015年 折尾愛真短期大学が加盟。
- 2016年 長崎国際大学・沖縄キリスト教学院大学が加盟。加盟大学の増加に伴い、全日本大学野球選手権大会において当連盟の出場枠が2に増加。移動距離の問題が考慮され、同年の第95回大会（春季）から、北部九州ブロック（福岡・長崎地区[2]、大分地区）13大学と南部九州ブロック（熊本地区、宮崎地区、鹿児島地区、沖縄地区[3]）18大学に分かれた大会となり、各ブロックから1大学の代表を選出する方式となる。なお、大会回数と優勝回数はそのまま引き継ぐ（大会方式等の詳細は後述）。
- 2020年 佐賀大学が加盟（北部九州ブロック所属[4]）。
- 2024年 日本ウェルネススポーツ大学沖縄キャンパスが加盟（南部九州ブロック所属[5] [6] ）。
- 2025年 南部九州ブロックが南部九州大学野球連盟として分離独立[7]。

## 特徴
かつては、全日本大学野球連盟結成以来の地区連盟という性格と、所属校の所在地が沖縄まで含めた広範囲にわたる連盟のため、全日本大学野球選手権大会などへの連盟代表決定は春秋ともに一堂に会してのトーナメントで行なわれた（大会名称：九州地区大学野球選手権大会）。当初、他の大学野球連盟も当初は類似のシステムで代表決定が行なわれていたが、連盟内の再編に伴い総当たり戦に移行したため、トーナメント制での代表決定は全国でも九州地区大学野球連盟のみだった。
当連盟は前述のように連盟の代表決定戦である「九州地区大学野球選手権大会（トーナメント）」の運営がメインとなっていたため、それのみでは公式戦の年間試合数の不足が問題となる。これを補うために、県単位または複数の県との合同で、九州地区大学野球選手権大会とは全く無関係に、同大会の前哨戦としてのリーグ戦を実施していた。
2010年秋季大会から2015年秋季大会まで福岡・長崎、大分、熊本、宮崎、鹿児島、沖縄の各地区を設けて地区予選リーグを実施し、各地区の上位2大学が決勝大会へ進出する形式で大会を実施していた。なお、大会名称は次のとおり。
- 地区予選

九州地区大学野球選手権大会 ◯◯地区予選リーグ
- 決勝大会

九州地区大学野球選手権大会・決勝トーナメント
2016年から2024年までは、北部九州ブロックと南部九州ブロックに分かれた大会運営となり、北部九州ブロックは1部・2部のリーグ戦、南部九州ブロックは地区予選（リーグ戦）＋ 決勝大会（春季：リーグ戦、秋季：トーナメント戦）を実施していた。なお、大会名称等は次のとおり。
- 北部九州ブロック

九州地区大学野球選手権北部九州ブロック大会
※ 大会回数は従前の大会から引き継ぐ。
※ 優勝回数は1部リーグが従前の「九州地区大学野球選手権大会・決勝トーナメント」から引き継ぐ。

- 南部九州ブロック

＜地区予選＞
九州地区大学野球選手権南部九州ブロック大会・◯◯（熊本、宮崎、鹿児島、沖縄）地区予選
※ 大会回数は従前の大会から引き継ぐ。
※ 優勝回数は従前の地区予選から引き継ぐ。
＜決勝大会＞
九州地区大学野球選手権南部九州ブロック大会・決勝◯◯ （リーグまたはトーナメント）
※ 大会回数は従前の大会から引き継ぐ。
※ 優勝回数は従前の「九州地区大学野球選手権大会・決勝トーナメント」から引き継ぐ。

なお、佐賀県については連盟の発足から2019年まで加盟大学がなかったが、2018年に佐賀大学が硬式野球部を創部（創部時は同好会）し、2020年に当連盟に加盟した。

## 運営方法

### 大会運営・試合運営（2016年以降）
- 加盟14大学（福岡県：7大学、佐賀県：1大学、長崎県：2大学、大分県：4大学）が1部6大学、2部8大学に分かれリーグ戦を行う。なお、大会名称は2025年春季より「九州地区大学野球選手権大会」となり、従前の大会（九州地区大学野球選手権北部九州ブロック大会）の大会回数と優勝回数を引き継ぐ（優勝回数は1部リーグが引き継ぐ）。
- 1部リーグは2回戦総当たりの勝率制で行う。
- 2部リーグは1回戦総当たりの1次リーグと、1次リーグ1位から3位による1回戦総当たりの2次リーグを行う（1次リーグの結果を持ち越す。1位が決まった時点で2次リーグは終了。残り試合がある場合、その試合は引き分け扱い）。
  - 2019年秋季までの2部リーグは出場7大学で、1回戦総当たりの1次リーグと、1位から3位による1回戦総当たりの2次上位リーグ（1次リーグの結果を持ち越し）、4位から7位による1回戦総当たりの2次下位リーグ（1次リーグの結果を持ち越し）が行われた[8] [9]。
- 1部リーグ最下位は次大会の2部リーグに自動降格、2部リーグ1位は次大会の1部リーグに自動昇格する（自動入れ替え制を採用しているのは九州地区大学野球連盟のみである）。
- 指名打者（DH）制度を採用。
- コールドゲーム
  - 5回以降10点差以上、7回以降7点差以上ついた場合に適用する。
  - すべての試合に適用する。
- サスペンデッドゲーム
  - 降雨・雷、日没などの理由により試合続行が不可能と判断され、かつ、規定イニングスを消化できずに未成立または規定イニングス消化以後、同点の場合に適用する。
  - すべての試合に適用する。
- 延長戦

＜春季大会＞
すべての試合、延長戦は12回まで行いタイブレークは適用しない。なお、12回で決着しない場合は引き分けとする。
＜秋季大会＞
・タイブレークをすべての試合に適用する。
・10回のみ、ノーアウト1塁・2塁からの継続打順で行う。なお、10回で決着しない場合は引き分けとする。

### 代表決定方法
- 春季
  - 1部リーグの優勝大学が全日本大学野球選手権大会の九州地区大学野球連盟代表として出場（2016年から2024年までは九州地区大学野球連盟北部代表）。
- 秋季①（2016年から2018年まで）
  - 2016年から2018年まで1部リーグ1位（優勝）および2位の大学が九州大学野球選手権大会の出場（順位）を決めるための「九州大学野球選手権大会・九州地区大学野球連盟代表（順位）決定戦」に進出。
  - 同大会の出場大学が第3代表までのため、両ブロックの優勝大学で第1・第2代表決定戦、両ブロックの2位大学で第3代表決定戦を実施。
- 秋季②（2019年から2024年まで）
  - 2019年からは1部リーグ1位（優勝）・2位・3位の大学が九州大学野球選手権大会（2023年から全九州大学野球選手権大会）に出場。
  - 2019年から2024年までは九州地区大学野球連盟北部代表として出場。
  - 2020年、2021年、2024年は優勝大学のみ出場。
- 秋季③（2025年から）
  - 九州地区大学野球連盟代表として出場（出場大学数は未定）。

### 南部九州ブロックの運営方法（2016年から2024年まで）

#### 大会運営・試合運営
- 地区予選＋決勝大会で行う。
- 熊本地区（4大学）、宮崎地区（2016年から2023年：5大学[10][11]、2024年：4大学）、鹿児島地区（4大学）、沖縄地区（2016年から2021年：5大学[12] [13] 、2022年から2023年：4大学、2024年：5大学[14]）に分かれ地区予選を行う。地区予選は2勝先勝方式・勝点制のリーグ戦（一部の地区では2回戦総当たりの勝率制を実施）[15] [16]。春季は1位が、秋季は1位と2位が決勝大会に進出する。
- 春季決勝大会は、各地区の1位が1回戦総当たりのリーグ戦を行う。
- 秋季決勝大会は、各地区の1位と2位によるトーナメント戦を行う。
- 指名打者（DH）制度を採用。
- コールドゲーム
  - 5回以降10点差以上、7回以降7点差以上ついた場合及び降雨・雷、日没などの理由により試合続行が不可能と判断され、かつ、規定イニングスを消化した場合に適用する。
  - 秋季決勝大会の決勝戦を除き、すべての試合に適用する。
- サスペンデッドゲーム
  - 降雨・雷、日没などの理由により試合続行が不可能と判断され、かつ、規定イニングスを消化できずに未成立または規定イニングス消化以後、同点の場合に適用する。
  - すべての試合に適用する。
- 延長戦
  - タイブレークをすべての試合に適用する。
  - 10回からノーアウト1塁・2塁の継続打順で行い、決着がつくまで行う。

#### 代表決定方法
- 春季
  - 2016年から2024年まで決勝リーグの優勝大学が全日本大学野球選手権大会の九州地区大学野球連盟南部代表として出場。
- 秋季①（2016年から2018年まで）
  - 秋季決勝トーナメント1位（優勝）および2位の大学が九州大学野球選手権大会の出場（順位）を決めるための「九州大学野球選手権大会・九州地区大学野球連盟代表（順位）決定戦」に進出。
  - 同大会の出場大学が第3代表までのため、両ブロックの優勝大学で第1・第2代表決定戦、両ブロックの2位大学で第3代表決定戦を実施。
- 秋季②（2019年から2024年まで）
  - 秋季決勝トーナメント1位（優勝）・2位・3位の大学が九州大学野球選手権大会（2023年から全九州大学野球選手権大会）に出場。
  - 2019年から2024年までは九州地区大学野球連盟南部代表として出場。
  - 2020年、2021年、2024年は優勝大学のみ出場。

### ブロック分離以前の大会運営方式
- 2010年春季大会までは、春季・秋季共に九州地区大学野球選手権大会開催前に、県単位または複数の県との合同で総当たり・勝率制のリーグ戦を実施していたが、この成績は九州地区大学野球選手権大会には一切反映されなかった。
- 2010年秋季大会から2015年秋季大会まで、6地区のリーグ戦の成績が「九州地区大学野球選手権大会・決勝トーナメント」に反映されることとなった（各地区の1位、2位が決勝トーナメントに出場）。このため、従来どおり勝率制の福岡・長崎地区を除き勝点制を採用した。

#### 福岡・長崎地区
- 1次リーグは 7大学で1回戦総当たり[17]。
- 2次リーグは上位3大学と下位4大学に分かれ、1次リーグの成績を持ち越しての1回戦総当たり。
- 1次リーグと2次リーグの成績を合計して順位を決定し[18]、上位2大学が決勝トーナメントに進出。
  - ただし、2次上位リーグにおいては勝率1位が複数発生した場合は、その当該大学による1試合制のプレーオフ[19]を行い順位を決定する。
  - また、決勝トーナメントは2位まで出場権が与えられるため、2位に2大学が並んだ場合でも決勝大会進出をかけた同様のプレーオフ「第2代表決定戦」を行う[20]。
  - 同方式となったのは2011年秋季大会以後で、それまでは7大学の1回戦総当たり制で優勝を決めていた[21]。

#### 大分地区、熊本地区、宮崎地区、鹿児島地区、沖縄地区
- 各地区における参加全大学（1地区につき、4大学または5大学）で2戦先勝方式・勝点制のリーグ戦（同一カードの2勝チームに勝点1、2戦目で決着の場合、3戦目は実施しない。引き分けは再試合）を行い、各地区2大学が決勝トーナメントに進出する[22]。

### 全九州大学野球選手権大会（旧：ユニバーシアード大会記念 九州大学野球選手権大会）

#### ブロック分離以前（1994年から2015年まで）
- 1994年から明治神宮野球大会の九州3連盟（九州六大学野球連盟・福岡六大学野球連盟・九州地区大学野球連盟）代表決定戦として「ユニバーシアード大会記念 九州大学野球選手権大会（2023年から全九州大学野球選手権大会）」が始まり、九州地区大学野球連盟は同年から2009年までは九州地区大学野球選手権大会の1位（優勝）・2位・3位の大学が出場。
- 2010年から2015年までは九州地区大学野球選手権大会・決勝トーナメントの1位（優勝）・2位・3位の大学が出場。

#### ブロック分離以降（2016年から2024年まで）
- 2016年から2018年までは北部九州ブロック1部リーグの1位（優勝）・2位および南部九州ブロック決勝トーナメントの1位（優勝）・2位が同大会の出場（順位）を決めるための「九州大学野球選手権大会・九州地区大学野球連盟代表（順位）決定戦」を実施。
  - 同大会の出場大学が第3代表までのため、両ブロックの優勝大学で第1・第2代表決定戦、両ブロックの2位大学で第3代表決定戦を実施。
- 2019年から2024年までは北部九州ブロック1部リーグの1位（優勝）・2位・3位および南部九州ブロック決勝トーナメントの1位（優勝）・2位・3位が出場。なお、両ブロックの優勝大学は「九州大学野球選手権大会・決勝トーナメント出場（1位）決定戦（2020年、2021年、2024年は実施なし）」を行い、勝利した大学は同大会・決勝トーナメントの準決勝から、敗れた大学は予選トーナメント3回戦（2023年は4回戦）から出場。また、両ブロックの2位・3位の大学は予選トーナメントから出場。
  - 2019年から2024年までは「九州地区大学野球連盟北部代表」と「九州地区大学野球連盟南部代表」として出場。
  - 2020年、2021年、2024年は両ブロックの優勝大学のみ出場。

### 試合会場
- 佐賀県
  - 鳥栖市民球場
  - 佐賀ブルースタジアム
  - みどりの森県営球場
  - みゆき球場
- 福岡県
  - 久留米工業大学グラウンド野球場
  - 県営筑豊緑地野球場
  - 田川市民球場
  - 田川市猪位金球場
  - 西日本工業大学グラウンド
  - 光陵グリーンスタジアム
- 長崎県
  - ビッグNスタジアム
  - 佐世保市総合グラウンド野球場
- 大分県
  - 別大興産スタジアム大分
  - だいぎんスタジアム
  - 別府市民球場
  - 日本文理大学さくらボールパーク
  - ダイハツ九州スタジアム

#### 南部九州ブロック試合会場
- 熊本県
  - 藤崎台県営野球場
  - 県営八代運動公園野球場
  - 崇城大学野球場
  - 東海大学九州キャンパス野球場
  - HONDA熊本野球場
- 宮崎県
  - 川南町運動公園野球場
  - 宮崎産業経営大学野球場
- 鹿児島県
  - 鴨池市民球場
  - 鹿屋体育大学野球場
  - 伊集院球場
- 沖縄県
  - 沖縄セルラースタジアム那覇
  - 北谷公園野球場
  - 宜野座村野球場
  - 名護市営球場
  - コザしんきんスタジアム
  - 嘉手納球場
  - 金武町ベースボールスタジアム
  - 赤間運動公園野球場
  - くにがみ球場
  - うるま市石川野球場

## 歴代優勝及びチームの昇降格
| 開催年 | 1部優勝                                      | 1部最下位                                    | 2部優勝                                      |
| ------ | -------------------------------------------- | -------------------------------------------- | -------------------------------------------- |
| 2016春 | 日本文理大学                                 | 折尾愛真短期大学                             | 大分大学                                     |
| 2016秋 | 日本文理大学                                 | 大分大学                                     | 長崎国際大学                                 |
| 2017春 | 日本文理大学                                 | 久留米工業大学                               | 大分大学                                     |
| 2017秋 | 日本文理大学                                 | 大分大学                                     | 久留米工業大学                               |
| 2018春 | 日本文理大学                                 | 久留米工業大学                               | 大分大学                                     |
| 2018秋 | 日本文理大学                                 | 大分大学                                     | 久留米工業大学                               |
| 2019春 | 日本文理大学                                 | 長崎国際大学                                 | 大分大学                                     |
| 2019秋 | 日本文理大学                                 | 大分大学                                     | 長崎大学                                     |
| 2020春 | 新型コロナウイルス感染症の影響により開催中止 | 新型コロナウイルス感染症の影響により開催中止 | 新型コロナウイルス感染症の影響により開催中止 |
| 2020秋 | 日本文理大学                                 | 長崎大学（注1）                              | 長崎国際大学（注1）                          |
| 2021春 | 西日本工業大学                               | 長崎大学                                     | 長崎国際大学                                 |
| 2021秋 | 日本文理大学                                 | 近畿大学産業理工学部                         | 立命館アジア太平洋大学                       |
| 2022春 | 日本文理大学                                 | 立命館アジア太平洋大学                       | 折尾愛真短期大学                             |
| 2022秋 | 日本文理大学                                 | 折尾愛真短期大学                             | 近畿大学産業理工学部                         |
| 2023春 | 日本文理大学                                 | 別府大学                                     | 折尾愛真短期大学                             |
| 2023秋 | 日本文理大学                                 | 折尾愛真短期大学                             | 別府大学                                     |
| 2024春 | 日本文理大学                                 | 長崎国際大学                                 | 折尾愛真短期大学                             |
| 2024秋 | 久留米工業大学                               | 折尾愛真短期大学                             | 長崎国際大学                                 |
| 2025春 | 久留米工業大学                               | 近畿大学産業理工学部                         | 折尾愛真短期大学                             |
| 2025秋 | 0                                            | 0                                            |                                              |

- （注1）：入れ替えなし

## 優勝回数
1部リーグ（（  ）は九州地区大学野球選手権北部九州ブロック大会以後の優勝回数）
| 優勝回数 | 大学           |
| -------- | -------------- |
| 34（15） | 日本文理大学   |
| 6（1）   | 西日本工業大学 |
| 3（0）   | 別府大学       |
| 2（2）   | 久留米工業大学 |

2部リーグ（九州地区大学野球選手権北部九州ブロック大会以降の優勝回数）
| 優勝回数 | 大学                                                             |
| -------- | ---------------------------------------------------------------- |
| 4        | 長崎国際大学、大分大学、折尾愛真短期大学                         |
| 2        | 久留米工業大学                                                   |
| 1        | 近畿大学産業理工学部、長崎大学、別府大学、立命館アジア太平洋大学 |

## 連盟分離以前の歴代優勝

### ブロック分離前 歴代地区代表
- 各地区2大学出場（2015年のみ、福岡・長崎地区は3大学出場）方式になった2010年秋季以降の成績[23]。
- 各地区上記大学が地区予選優勝、下記が地区予選2位（2015年の福岡・長崎地区は最上位が地区予選優勝、中位が2位、下位が3位）
- ◇：決勝トーナメント優勝

| 開催年 | 福岡・長崎地区代表                                   | 大分地区代表                         | 熊本地区代表                    | 宮崎地区代表                      | 鹿児島地区代表            | 沖縄地区代表           |
| ------ | ---------------------------------------------------- | ------------------------------------ | ------------------------------- | --------------------------------- | ------------------------- | ---------------------- |
| 2010秋 | 近畿大学産業理工学部 長崎大学                        | 日本文理大学◇ 立命館アジア太平洋大学 | 東海大学九州キャンパス 崇城大学 | 宮崎産業経営大学 宮崎大学         | 第一工業大学 鹿児島大学   | 名桜大学 沖縄国際大学  |
| 2011春 | 西日本工業大学 近畿大学産業理工学部                  | 別府大学 日本文理大学                | 崇城大学 東海大学九州キャンパス | 宮崎産業経営大学 宮崎大学         | 第一工業大学 鹿児島大学   | 名桜大学◇ 沖縄大学     |
| 2011秋 | 近畿大学産業理工学部 西日本工業大学                  | 日本文理大学◇ 別府大学               | 東海大学九州キャンパス 崇城大学 | 宮崎大学 宮崎産業経営大学         | 第一工業大学 鹿屋体育大学 | 名桜大学 沖縄大学      |
| 2012春 | 西日本工業大学◇ 近畿大学産業理工学部                 | 日本文理大学 別府大学                | 東海大学九州キャンパス 崇城大学 | 宮崎産業経営大学 宮崎大学         | 第一工業大学 鹿児島大学   | 名桜大学 沖縄大学      |
| 2012秋 | 西日本工業大学 近畿大学産業理工学部                  | 日本文理大学◇ 別府大学               | 崇城大学 東海大学九州キャンパス | 宮崎産業経営大学 九州保健福祉大学 | 第一工業大学 鹿屋体育大学 | 名桜大学 沖縄大学      |
| 2013春 | 西日本工業大学 久留米工業大学                        | 日本文理大学◇ 別府大学               | 東海大学九州キャンパス 崇城大学 | 宮崎産業経営大学 宮崎大学         | 第一工業大学 鹿児島大学   | 沖縄大学 名桜大学      |
| 2013秋 | 西日本工業大学 近畿大学産業理工学部                  | 日本文理大学◇ 別府大学               | 東海大学九州キャンパス 崇城大学 | 宮崎産業経営大学 九州保健福祉大学 | 第一工業大学 鹿児島大学   | 名桜大学 沖縄国際大学  |
| 2014春 | 近畿大学産業理工学部 西日本工業大学◇                 | 日本文理大学 別府大学                | 崇城大学 熊本学園大学           | 宮崎産業経営大学 宮崎大学         | 第一工業大学 鹿児島大学   | 沖縄国際大学 名桜大学  |
| 2014秋 | 西日本工業大学 久留米工業大学                        | 日本文理大学◇ 大分大学               | 崇城大学 東海大学九州キャンパス | 宮崎産業経営大学 九州保健福祉大学 | 第一工業大学 鹿児島大学   | 沖縄国際大学 名桜大学  |
| 2015春 | 近畿大学産業理工学部 久留米工業大学 西日本工業大学◇  | 日本文理大学 大分大学                | 崇城大学 東海大学九州キャンパス | 宮崎産業経営大学 宮崎大学         | 第一工業大学 鹿児島大学   | 名桜大学 沖縄大学      |
| 2015秋 | 近畿大学産業理工学部 久留米工業大学 折尾愛真短期大学 | 日本文理大学 別府大学                | 東海大学九州キャンパス 崇城大学 | 宮崎産業経営大学 宮崎大学         | 第一工業大学 鹿屋体育大学 | 沖縄大学◇ 沖縄国際大学 |

### 優勝回数（2015年秋季終了時）
- 本項目は1951年から1961年まで開催された「九州地区体育大会 硬式野球の部」は九州地区大学野球選手権大会の優勝回数に含めない。
- 1970年から1975年まで開催された九州地区大学野球選手権大会・秋季大会は優勝回数に含めない[23]。

| 優勝回数 | 大学名                                                                       |
| -------- | ---------------------------------------------------------------------------- |
| 31       | 九州東海大学（現：東海大学九州キャンパス）                                   |
| 19       | 日本文理大学（旧：大分工業大学）                                             |
| 10       | 沖縄国際大学                                                                 |
| 6        | 福岡工業大学                                                                 |
| 5        | 西日本工業大学、崇城大学（旧：熊本工業大学）、                               |
| 3        | 別府大学、 鹿児島大学 、沖縄大学                                             |
| 2        | 鹿児島経済大学（現：鹿児島国際大学）                                         |
| 1        | 福岡大学、長崎大学、熊本商科大学（現：熊本学園大学）、鹿屋体育大学、名桜大学 |

### 南部九州ブロック  歴代地区代表
- ◇：決勝大会（春季決勝リーグ・秋季決勝トーナメント）優勝[24]
- 秋季は上位が地区予選優勝、下位が地区予選2位。

| 開催年       | 熊本地区代表                                          | 宮崎地区代表                                                                    | 鹿児島地区代表                                      | 沖縄地区代表                                 |
| ------------ | ----------------------------------------------------- | ------------------------------------------------------------------------------- | --------------------------------------------------- | -------------------------------------------- |
| 2016春       | 熊本学園大学                                          | 宮崎産業経営大学                                                                | 第一工業大学◇                                       | 名桜大学                                     |
| 2016秋       | 東海大学九州キャンパス 熊本大学                       | 宮崎産業経営大学 宮崎大学                                                       | 第一工業大学 鹿児島大学                             | 沖縄大学◇ 沖縄国際大学                       |
| 2017春       | 東海大学九州キャンパス◇                               | 宮崎産業経営大学                                                                | 鹿児島大学                                          | 沖縄大学                                     |
| 2017秋       | 東海大学九州キャンパス 熊本大学                       | 宮崎産業経営大学 九州保健福祉大学                                               | 鹿屋体育大学 鹿児島大学                             | 沖縄大学◇ 名桜大学                           |
| 2018春       | 熊本大学                                              | 宮崎産業経営大学◇                                                               | 鹿屋体育大学                                        | 沖縄国際大学                                 |
| 2018秋       | 東海大学九州キャンパス 熊本学園大学                   | 宮崎産業経営大学 九州保健福祉大学                                               | 第一工業大学◇ 鹿児島大学                            | 沖縄大学 沖縄国際大学                        |
| 2019春       | 崇城大学                                              | 宮崎産業経営大学◇                                                               | 第一工業大学                                        | 沖縄大学                                     |
| 2019秋       | 熊本学園大学 東海大学九州キャンパス                   | 宮崎産業経営大学◇ 宮崎公立大学                                                  | 鹿屋体育大学 鹿児島大学                             | 沖縄国際大学 沖縄大学                        |
| 2020春       | 新型コロナウイルス感染症の影響により開催中止          | 新型コロナウイルス感染症の影響により開催中止                                    | 新型コロナウイルス感染症の影響により開催中止        | 新型コロナウイルス感染症の影響により開催中止 |
| 2020秋       | 東海大学九州キャンパス◇ 熊本大学                      | 宮崎公立大学 宮崎産業経営大学                                                   | 鹿屋体育大学 鹿児島大学                             | 沖縄大学 沖縄国際大学                        |
| 2021春       | 東海大学九州キャンパス                                | ※宮崎産業経営大学が出場辞退                                                     | 鹿屋体育大学                                        | 沖縄大学◇                                    |
| 2021秋       | 東海大学九州キャンパス 熊本学園大学                   | 九州保健福祉大学 宮崎産業経営大学◇                                              | 鹿児島国際大学 鹿屋体育大学                         | 名桜大学 琉球大学                            |
| 2022春       | 東海大学九州キャンパス                                | 宮崎産業経営大学◇                                                               | 鹿屋体育大学                                        | 沖縄大学                                     |
| 2022秋（※1） | 東海大学九州キャンパス 熊本大学 熊本学園大学 崇城大学 | 宮崎産業経営大学 宮崎大学 九州保健福祉大学 南九州大学 （※2） 宮崎公立大学（※2） | 鹿屋体育大学 鹿児島大学 鹿児島国際大学 第一工科大学 | 沖縄大学◇ 沖縄国際大学 琉球大学 名桜大学     |
| 2023春       | 東海大学九州キャンパス                                | 宮崎産業経営大学                                                                | 鹿屋体育大学◇                                       | 沖縄国際大学                                 |
| 2023秋       | 熊本学園大学 東海大学九州キャンパス                   | 宮崎産業経営大学 宮崎大学                                                       | 鹿屋体育大学◇ 第一工科大学                          | 沖縄大学 沖縄国際大学                        |
| 2024春       | 東海大学九州キャンパス◇                               | 宮崎産業経営大学                                                                | 鹿屋体育大学                                        | 沖縄国際大学                                 |
| 2024秋       | 東海大学九州キャンパス◇ 熊本学園大学                  | 宮崎産業経営大学 宮崎大学                                                       | 鹿屋体育大学 第一工科大学                           | 沖縄国際大学 沖縄大学                        |

- （※1）2022年秋季は全大学が出場（上位が地区優勝、下位が地区予選2位、3位、4位、5位）[26]。
- （※2）南九州大学は決勝トーナメント不参加（宮崎公立大学が宮崎地区4位で出場）[27]。

### 優勝回数
- 「九州地区大学野球選手権大会」及び「九州地区大学野球選手権大会・決勝トーナメント」を含む。
- （  ）は南部九州ブロック・決勝大会の優勝回数。

| 優勝回数 | 大学名                                     |
| -------- | ------------------------------------------ |
| 35（4）  | 東海大学九州キャンパス（旧：九州東海大学） |
| 7（4）   | 沖縄大学                                   |
| 5（5）   | 宮崎産業経営大学                           |
| 3（2）   | 鹿屋体育大学                               |
| 3（0）   | 鹿児島大学                                 |
| 2（2）   | 第一工業大学（現：第一工科大学）           |
| 2（0）   | 鹿児島経済大学（現：鹿児島国際大学）       |
| 1（0）   | 熊本商科大学（現：熊本学園大学）           |
| 1（0）   | 名桜大学                                   |

## 全九州大学野球選手権大会（旧：ユニバーシアード大会記念 九州大学野球選手権大会）歴代出場大学
（出典： ）
◎：明治神宮野球大会出場権獲得

◇：スーパーシード
| 回 | 開催年 | 1位（優勝）     | 2位              | 3位                    |
| -- | ------ | --------------- | ---------------- | ---------------------- |
| 1  | 1994   | 沖縄国際大学◇   | 九州東海大学◎    | 熊本学園大学           |
| 2  | 1995   | 日本文理大学◇   | 熊本工業大学     | 別府大学               |
| 3  | 1996   | 日本文理大学◇   | 名桜大学         | 熊本学園大学           |
| 4  | 1997   | 別府大学◇       | 日本文理大学     | 宮崎産業経営大学       |
| 5  | 1998   | 日本文理大学◇   | 九州東海大学     | 宮崎産業経営大学       |
| 6  | 1999   | 九州東海大学◇   | 熊本工業大学     | 大分大学               |
| 7  | 2000   | 九州東海大学◇   | 日本文理大学     | 崇城大学               |
| 8  | 2001   | 日本文理大学◇   | 九州東海大学     | 西日本工業大学         |
| 9  | 2002   | 日本文理大学◇   | 名桜大学         | 宮崎産業経営大学       |
| 10 | 2003   | 沖縄国際大学◇   | 崇城大学         | 名桜大学               |
| 11 | 2004   | 九州東海大学◇   | 名桜大学         | 日本文理大学           |
| 12 | 2005   | 日本文理大学◇   | 西日本工業大学   | 沖縄国際大学           |
| 13 | 2006   | 九州東海大学◇   | 日本文理大学     | 西日本工業大学         |
| 14 | 2007   | 別府大学◇       | 沖縄国際大学     | 日本文理大学           |
| 15 | 2008   | 西日本工業大学◇ | 宮崎産業経営大学 | 日本文理大学           |
| 16 | 2009   | 日本文理大学◇   | 別府大学         | 名桜大学               |
| 17 | 2010   | 日本文理大学◇   | 名桜大学         | 東海大学九州キャンパス |
| 18 | 2011   | 日本文理大学◇   | 別府大学         | 第一工業大学           |
| 19 | 2012   | 日本文理大学◇   | 西日本工業大学   | 名桜大学               |
| 20 | 2013   | 日本文理大学◇   | 名桜大学         | 第一工業大学           |
| 21 | 2014   | 日本文理大学◇   | 第一工業大学     | 西日本工業大学         |
| 22 | 2015   | 沖縄大学◇       | 日本文理大学     | 近畿大学産業理工学部   |

◎：明治神宮野球大会出場権獲得

◇：スーパーシード
（  ）内は所属ブロック
| 回 | 開催年 | 第1代表                | 第2代表              | 第3代表                        |
| -- | ------ | ---------------------- | -------------------- | ------------------------------ |
| 23 | 2016   | 日本文理大学（北部）◎◇ | 沖縄大学（南部）     | 近畿大学産業理工学部（北部）   |
| 24 | 2017   | 日本文理大学（北部）◇  | 沖縄大学（南部）     | 東海大学九州キャンパス（南部） |
| 25 | 2018   | 日本文理大学（北部）◇  | 第一工業大学（南部） | 西日本工業大学（北部）         |

| 回 | 開催年 | 北部第1       | 北部第2              | 北部第3        | 南部第1          | 南部第2      | 南部第3      |
| -- | ------ | ------------- | -------------------- | -------------- | ---------------- | ------------ | ------------ |
| 26 | 2019   | 日本文理大学◇ | 近畿大学産業理工学部 | 久留米工業大学 | 宮崎産業経営大学 | 鹿屋体育大学 | 沖縄国際大学 |

| 回 | 開催年 | 北部         | 南部                   |
| -- | ------ | ------------ | ---------------------- |
| 27 | 2020   | 日本文理大学 | 東海大学九州キャンパス |
| 28 | 2021   | 日本文理大学 | 宮崎産業経営大学       |

| 回 | 開催年 | 北部第1        | 北部第2      | 北部第3        | 南部第1      | 南部第2      | 南部第3                |
| -- | ------ | -------------- | ------------ | -------------- | ------------ | ------------ | ---------------------- |
| 29 | 2022   | 日本文理大学◇  | 別府大学     | 西日本工業大学 | 沖縄大学     | 鹿屋体育大学 | 東海大学九州キャンパス |
| 30 | 2023   | 日本文理大学◎◇ | 長崎国際大学 | 西日本工業大学 | 鹿屋体育大学 | 沖縄大学     | 東海大学九州キャンパス |

| 回 | 開催年 | 北部           | 南部                   |
| -- | ------ | -------------- | ---------------------- |
| 31 | 2024   | 久留米工業大学 | 東海大学九州キャンパス |

| 回 | 開催年 | 大学 |
| -- | ------ | ---- |
| 32 | 2025   |      |

## 加盟大学
- 大学選手権＝全日本大学野球選手権大会出場回数、神宮大会＝明治神宮大会出場回数（大学選手権と神宮大会の実績は北部九州ブロック発足以前およびブロック分離前も含む）。
- 以前の「九州地区大学野球選手権大会」及び「九州地区大学野球選手権大会・決勝トーナメント」の優勝回数を含む。
- （  ）の数は、九州地区大学野球選手権北部九州ブロック大会以降の優勝回数

| 大学                   | 所在県 | 1部優勝回数 | 2部優勝回数 | 大学選手権 | 神宮大会 | 最終出場大会      | 備考                                                            |
| ---------------------- | ------ | ----------- | ----------- | ---------- | -------- | ----------------- | --------------------------------------------------------------- |
| 西日本工業大学         | 福岡   | 6（1）      | -           | 5          | 0        | 2021年 大学選手権 | 2部降格経験なし                                                 |
| 久留米工業大学         | 福岡   | 2（2）      | 2           | 1          | 0        | 2025年 大学選手権 |                                                                 |
| 近畿大学産業理工学部   | 福岡   | 0           | 1           | 0          | 0        | -                 |                                                                 |
| 折尾愛真短期大学       | 福岡   | 0           | 4           | 0          | 0        | -                 |                                                                 |
| 福岡県立大学           | 福岡   | 0           | 0           | 0          | 0        | -                 |                                                                 |
| 福岡歯科大学           | 福岡   | 0           | 0           | 0          | 0        | -                 |                                                                 |
| 九州歯科大学           | 福岡   | 0           | 0           | 0          | 0        | -                 | 福岡六大学野球連盟独立時に移籍するものの1992年に復帰            |
| 佐賀大学               | 佐賀   | 0           | 0           | 0          | 0        | -                 |                                                                 |
| 長崎国際大学           | 長崎   | 0           | 4           | 0          | 0        | -                 |                                                                 |
| 長崎大学               | 長崎   | 0           | 1           | 0          | 0        | -                 | 1971年：九州地区大学野球選手権春季大会優勝1回                   |
| 日本文理大学           | 大分   | 34（14）    | -           | 12         | 1        | 2024年 大学選手権 | 全日本大学野球選手権優勝：1回 旧：大分工業大学、2部降格経験なし |
| 別府大学               | 大分   | 3（0）      | 1           | 1          | 0        | 2007年 大学選手権 |                                                                 |
| 大分大学               | 大分   | 0           | 4           | 0          | 0        | -                 |                                                                 |
| 立命館アジア太平洋大学 | 大分   | 0           | 1           | 0          | 0        | -                 |                                                                 |

### 1部リーグ
- 2025年秋季大会時の構成

久留米工業大学、日本文理大学、西日本工業大学、長崎国際大学、別府大学、折尾愛真短期大学

### 2部リーグ
- 2025年秋季大会時の構成

近畿大学産業理工学部、大分大学、立命館アジア太平洋大学、長崎大学、佐賀大学、福岡歯科大学、福岡県立大学、九州歯科大学

### 過去に参加していた大学

#### 九州六大学野球連盟独立時に移籍
- 北九州市立大学（旧：北九州大学）
- 九州大学
- 九州国際大学
- 久留米大学
- 西南学院大学
- 福岡大学（旧：福岡商科大学）

#### 福岡六大学野球連盟独立時に移籍
- 福岡教育大学
- 福岡工業大学
- 九州産業大学（旧：九州商科大学）
- 九州工業大学
- 九州共立大学

#### 南部九州大学野球連盟独立時に移籍

##### 南部九州ブロック・熊本地区
| 大学                   | 地区優勝回数 | 決勝大会 優勝回数 | 大学選手権 | 神宮大会 | 最終出場大会      | 備考                                                                 |
| ---------------------- | ------------ | ----------------- | ---------- | -------- | ----------------- | -------------------------------------------------------------------- |
| 東海大学九州キャンパス | 18           | 3                 | 12         | 2        | 2024年 大学選手権 | 全日本大学野球選手権ベスト4：1回 旧：九州東海大学 2016年春季は不参加 |
| 崇城大学               | 6            | 0                 | 5          | 0        | 2001年 大学選手権 | 旧：熊本工業大学                                                     |
| 熊本学園大学           | 3            | 0                 | 0          | 0        | -                 | 旧：熊本商科大学                                                     |
| 熊本大学               | 1            | 0                 | 0          | 0        | -                 |                                                                      |

##### 南部九州ブロック・宮崎地区
| 大学             | 地区優勝回数 | 決勝大会 優勝回数 | 大学選手権 | 神宮大会 | 最終出場大会      | 備考                 |
| ---------------- | ------------ | ----------------- | ---------- | -------- | ----------------- | -------------------- |
| 宮崎産業経営大学 | 58           | 3                 | 2          | 0        | 2022年 大学選手権 |                      |
| 宮崎大学         | 5            | 0                 | 0          | 0        | -                 |                      |
| 九州医療科学大学 | 3            | 0                 | 0          | 0        | -                 | 旧：九州保健福祉大学 |
| 南九州大学       | 1            | 0                 | 0          | 0        | -                 |                      |

##### 南部九州ブロック・鹿児島地区
| 大学           | 地区優勝回数 | 決勝大会 優勝回数 | 大学選手権 | 神宮大会 | 最終出場大会      | 備考               |
| -------------- | ------------ | ----------------- | ---------- | -------- | ----------------- | ------------------ |
| 第一工科大学   | 27           | 2                 | 1          | 0        | 2016年 大学選手権 | 旧：第一工業大学   |
| 鹿児島大学     | 22           | 0                 | 1          | 0        | 1965年 大学選手権 |                    |
| 鹿屋体育大学   | 15           | 3                 | 1          | 0        | 2023年 大学選手権 |                    |
| 鹿児島国際大学 | 8            | 0                 | 0          | 0        | -                 | 旧：鹿児島経済大学 |

##### 南部九州ブロック・沖縄地区
| 大学                                     | 地区優勝回数 | 決勝大会 優勝回数 | 大学選手権 | 神宮大会 | 最終出場大会      | 備考         |
| ---------------------------------------- | ------------ | ----------------- | ---------- | -------- | ----------------- | ------------ |
| 沖縄国際大学                             | 52           | 0                 | 4          | 0        | 2005年 大学選手権 | 旧：国際大学 |
| 沖縄大学                                 | 44           | 3                 | 1          | 0        | 2021年 大学選手権 |              |
| 名桜大学                                 | 16           | 0                 | 1          | 0        | 2011年 大学選手権 |              |
| 琉球大学                                 | 3            | 0                 | 0          | 0        | -                 |              |
| 日本ウェルネススポーツ大学沖縄キャンパス | 0            | 0                 | 0          | 0        | -                 |              |

#### その他
- 東海大学福岡教養部
- 第一経済大学（現：日本経済大学）（1992年、九州歯科大学に代わり福岡六大学野球連盟に移籍）
- 沖縄工業高等専門学校（2008年春季加盟、同年秋季限りで脱退）
- 沖縄キリスト教学院大学（2021年秋季まで加盟）
- 宮崎公立大学（2023年秋季まで加盟）